# Соликамский кремль
Соликамский кремль — утраченная деревянная крепость XVI века в городе Соликамск.
В настоящий момент полностью утрачен. От крепости не осталось ничего, включая земляные валы и рвы.

## Описание
Первая опись крепости дается М. Ф. Кайсаровым в 1623 году. Кремль имел правильную четырехугольную форму. Крепостные стены составляли городни — рубленные бревенчатые двойные стены с земляной подсыпкой между ними. Крепость окружал глубокий, наполненный водой ров. Над стенами высились пять башен с бойницами — одна глухая и четыре наугольные, которые имели ворота: Спасские, Никольские, Георгиевские и Петровские. Внутри крепости были амбары монастырей и посадских людей, а также амбары с боевыми снарядами, пороховой погреб. Орудия: 2 пищали медные, к ним 260 ядер железных; 20 пищалей, а к ним 3213 ядер железных; 36 пищалей ручных; пуд свинцовых пуль. Кроме этих построек внутри расположена деревянная Архангельская церковь и приказная изба.

## История
Первое упоминание Соликамска относится к 1430 году.
На протяжении XVI века на небольшое Усолье на Камском (первое название Соликамска) несколько раз совершают набеги вражеские войска.
24 ноября 1573 года была построена крепость на высоком холме недалеко от берега реки Усолка. Крепостные стены составляли городни — рубленные бревенчатые двойные стены с земляной подсыпкой между ними. Над стенами высились пять башен с бойницами — одна глухая и четыре наугольные. В стенах были ворота: Спасские, Никольские, Георгиевские и Петровские (Петропавловские). Крепость окружал глубокий, наполненный водой ров. По преданию, строил её Юрий Соловцев, воевода из Курмыша.
После постройки кремля Соликамск получает статус города и вокруг возникает Соликамский уезд.
В 1581 году пелымский князь (Кихек) совершает набег на Пермь Великую, «город Солькамскую посад взяша и пожгоша и людей множество побиша».
В 1632 году происходит первая опись крепости. М. Ф. Кайсаров уже тогда отмечает ветхость укреплений.
В 1635 году, 2 июня во время пожара выгорели все церкви и посад.
В 1657 году, 25 июля произошел пожар от молнии, выгорел центр города.
В 1668 году произошло наводнение, затопило всю заречную часть города.
Соликамский кремль простоял 99 лет и был уничтожен очередным пожаром 8 июля 1672 года. Помимо крепости сгорели все церкви и большая часть посада.
Сгоревшая крепость не восстанавливалась, ибо непосредственная опасность нападений к тому времени значительно ослабла. На месте деревянных укреплении возникло новое центральное ядро каменного города.
В настоящий момент от крепости не осталось ничего, даже земляных валов и рвов.

## Ансамбль Кремля
На территории бывшего кремля, уже после его уничтожения пожаром, были выстроены каменные здания:
- Спасская церковь
- Архангельская церковь

## Воеводы
Соликамское воеводство было учреждено в 1613 году.
| Год       | Имя                                        |
| --------- | ------------------------------------------ |
| 1613-1614 | Иов Нестерович Лачинов                     |
| 1614-?    | Лев Ильич Волков                           |
| ?-1617    | Богдан Поликарпович Лупандин               |
| 1617-1619 | князь Андрей Романович Тюменский           |
| 1619      | Василий Федорович Бутурлин                 |
| 1622      | Воин Лукьянович Корсаков                   |
| 1624      | Василий Васильевич Соянов                  |
| 1626      | Захарий Петрович Шишкин                    |
| 1627      | Воин Лукьянович Карпов                     |
| 1628      | Иван Леонтьевич Скобельцын                 |
| 1630      | Богдан Семенович Змиев                     |
| 1631      | Никита Наумович Беглецов                   |
| 1632      | Илья Иванович Зубов                        |
| 1635      | Захарий Григорьевич Шишкин                 |
| 1636      | Богдан Иванович Комынин                    |
| 1640      | Дорофей Емельянович Остафьев               |
| 1641      | Григорий Афанасьевич Загряжский            |
| 1644      | Михайло Иванович Засецкий                  |
| 1645      | стольник Дмитрий Богданович Мешков-Плещеев |
| 1646      | Иван Васильевич Львов                      |
| 1647      | думный дворянин Прокопий Козмич Елизаров   |
| 1649      | стольник князь Петр Семенович Прозоровский |
| 1652      | стольник Семен Тимофеевич Кондырев         |
| 1654      | Афанасий Ермолаевич Сильвестров            |
| 1657      | Афанасий Евстафьев Сильвестров-Кологривов  |
| 1659      | стольник Лев Андреевич Плещеев             |
| 1660      | Степан Петрович Наумов                     |
| 1662      | Михайло Степанович Голенищев               |
| 1663      | стольник князь Семен Лукич Щербатой        |
| 1665      | Борис Григорьевич Бухвостов                |
| 1668      | Самсон Иванович Огибалов                   |
| 1669      | стольник Иван Леонтьевич Монастырев        |
| 1672      | Иван Семенович Головнин                    |